# Undsättningen av Newark
Undsättningen av Newark den 21 mars 1644 var en seger för den rojalistiska sidan i det första engelska inbördeskriget.
Vid utbrottet av det första engelska inbördeskriget hoppades kung Karl I att kunna bygga upp en armé i nordvästra England genom att återföra regementen från Irland. Uppdraget att föra befäl över denna armé gavs åt prins Rupert. Under tiden så hade parlamentets trupper börjat belägra staden Newark on Trent. Newark hade en stark garnison som kontrollerade floden Trent och som i förlängningen var ett hot mot parlamentets trupper i östra England.
Staden Newark hade ett naturligt försvar i floden Trent som delade sig i två grenar och omslöt staden.
Parlamentets trupper anföll Newark den 8 mars men slogs tillbaka. Man påbörjade då en belägring av staden. Den 12 mars beordrade kungen prins Rupert att undsätta Newark.
Rupert samlade ihop några regementen och gick till attack mot parlamentets trupper den 21 mars. Parlamentets trupper omringades. Då det fanns meningsskiljaktigheter bland parlamentets officerare om vad som skulle göras, och man endast hade ett par dagars matransoner, så fann man för gott att kapitulera. Parlamentets befälhavare kapitulerade och tilläts dra sig tillbaka mot att man lämnade sitt vapenförråd. Det innebar att kungens trupper fick 3000 musköter, 11 kanoner och 2 mörsare.
Undsättningen av Newark var prins Ruperts främsta triumf under inbördeskriget. Hans snabba anfall hade fått parlamentets överlägsna trupper att kapitulerad inför hans hastigt ihopsatta styrka. Dock hann inte Rupert utnyttja segern eftersom rojalisterna var under tryck både i norra och i södra England.